# Gibina (Razkrižje, Slovenija)
Gibina je naselje u slovenskoj Općini Razkrižju na granici s Hrvatskom. Gibina se nalazi u pokrajini Štajerskoj i statističkoj regiji Pomurju. 

## Stanovništvo
Prema popisu stanovništva iz 2002. godine naselje je imalo 232 stanovnika.